# SIKON ISAF 3
SIKON ISAF 3 je bil tretji kontingent Slovenske vojske, ki je deloval v sklopu ISAF v Afganistanu. Kontingent je bil nastanjen v kanadski bazi Camp Julian v Kabulu. Iz Slovenije je kontingent odpotoval 14. februarja 2005 na 6-mesečno misijo, ki se je končala avgusta 2005.

## Zgodovina
Iz Slovenije je kontingent odpotoval 14. februarja 2005 na 6-mesečno misijo. V Afganistan so prispeli 16. februarja.

## Sestava
Kontingent je sestavljalo 31 mož:
- izvidniški oddelek (10. motorizirani bataljon),
- veterinar in veterinarski tehnik (Vojaška zdravstvena enota Slovenske vojske),
- 7 gasilci in
- poveljnik kontingenta (132. gorski bataljon).

## Delovanje
Izvidniški oddelek je opravljal patrulje v in v bližnji okolici Kabula. Veterinarja sta delovala neposredno pod nemškim poveljstvo ISAFa, kjer bosta skrbela za zagotavljanje kakovosti hrane. Gasilci so delovali na letališču Kaja.